# Sociaux-démocrates de Gibraltar
Pour les articles homonymes, voir GSD.
Les Sociaux-démocrates de Gibraltar (en anglais : Gibraltar Social Democrats, GSD) sont un parti politique de Gibraltar. Leur chef  est Keith Azopardi.
Le parti soutient l'actuel statut constitutionnel de Gibraltar et s'oppose à une souveraineté espagnole, bien qu'il ait traditionnellement été plus conciliant dans son attitude envers l'Espagne que le Parti travailliste-socialiste de Gibraltar (GSLP), parti de gouvernement actuel.
En dépit de la présence du terme « sociaux-démocrates » dans le nom du parti, le GSD n'est pas aligné sur une politique de gauche. Il est en fait un parti conservateur, de centre droit modéré. Économiquement, il soutient une réduction de l'imposition.
Lors des élections de l'Assemblée de 2003, le GSD a reçu 51,5 % des voix et huit députés sur 15. Jusqu'en 2007, c'est le nombre maximum de candidats qu'un parti peut présenter pour une élection. Le référendum constitutionnel de 2006 augmente le nombre de sièges à 17 et le nombre de voix qu'a chaque électeur à dix. Le GSD est le principal parti d'opposition depuis 2011.

## Présidents

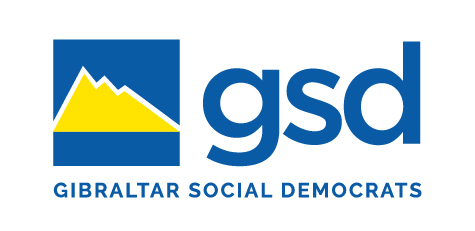
Logo du parti jusqu'à 2022.

- Peter Montegriffo (1989-1991)
- Peter Caruana (1991-2012)
- Daniel Feetham (2012-2017)
- Roy Clinton (par intérim, 2017)
- Keith Azopardi (depuis 2017)

## Résultats électoraux

### Élections législatives
| Année | %     | Sièges  | Gouvernement |
| ----- | ----- | ------- | ------------ |
| 1992  | 20,22 | 7 / 15  | Opposition   |
| 1996  | 52,20 | 8 / 15  | Caruana I    |
| 2000  | 58,35 | 8 / 15  | Caruana II   |
| 2003  | 51,45 | 8 / 15  | Caruana III  |
| 2007  | 49,33 | 10 / 17 | Caruana IV   |
| 2011  | 46,76 | 7 / 17  | Opposition   |
| 2015  | 31,56 | 7 / 17  | Opposition   |
| 2019  | 25,55 | 6 / 17  | Opposition   |
| 2023  | 48,15 | 8 / 17  |              |

### Élections législatives partielles
Lors des Élections générales partielles de Gibraltar en 1991, Peter Caruana a obtenu 61,81 % des voix. Il est arrivé en première position et devient député.
Lors des Élections générales partielles de Gibraltar en 2013, Marlene Hassan Nahon a obtenu 3 927 voix avec 39,95 %. Elle arrivée donc en deuxième position et n'est pas élue.

### Députés actuels au parlement
| Nom | Nom              | Depuis |
| --- | ---------------- | ------ |
|     | Edwin Reyes      | 2007   |
|     | Roy Clinton      | 2015   |
|     | Elliott Phillips | 2015   |
|     | Keith Azopardi   | 2019   |
|     | Damon Bossino    | 2019   |
|     | Craig Sacarello  | 2023   |
|     | Joëlle Ladislaus | 2023   |
|     | Giovanni Origo   | 2023   |